# جورج واتسون (كاتب)
جورج واتسون (بالإنجليزية: George G. Watson)‏ هو ناقد أدبي وكاتب أسترالي، ولد في 13 أكتوبر 1927 في بريزبان في أستراليا، وتوفي في 2 أغسطس 2013 في كامبريدج في المملكة المتحدة.